# Contea di Taylor (Georgia)
La contea di Taylor (in inglese Taylor County) è una contea dello Stato della Georgia, negli Stati Uniti. La popolazione al censimento del 2000 era di 8 815 abitanti. Il capoluogo di contea è Butler.